# فارملي
فارملي (بالإنجليزية: Farmleigh)‏ هو بيت الضيافة الرسمي للدولة الأيرلندية. كان في السابق سكنًا لعائلة غينيس في دبلن و يقع في موقع مرتفع فوق نهر ليفي إلى الشمال الغربي من حديقة فينيكس بارك في كاسلنوك. 78 أكر (32 ها) حديقة خاصة كبيرة بها كتل من أشجار السرو الناضجة والصنوبر والبلوط وبركة قوارب وحديقة جدارية وحديقة غارقة ومكاتب خارجية وقطيع من أبقار كيري الأصلية النادرة. في عام 1999 اشترتها الحكومة الأيرلندية من إيرل الرابع آيفي مقابل 29.2 مليون يورو. أنفقت هيئة حكومية - مكتب الأشغال العامة (OPW) - 23 مليون يورو لتجديد المنازل المنحنية والحدائق والصوبات الزراعية، مما رفع التكلفة الإجمالية للدولة إلى 52.2 مليون يورو. تم افتتاح فارملي للجمهور في يوليو 2001.

## التاريخ
كان فارملي عبارة عن منزل جورجي صغير (من طابقين) تم بناؤه في منتصف القرن الثامن عشر. كان في الأصل ینتمي إلى عائلات كوت ثم ترنج. تمت إضافة جسر فارملي إلى الملكية في سبعينيات القرن التاسع عشر لنقل خطوط الكهرباء من توربينات سباقات الطاحونة إلى أسِرَّة الفراولة.

## الاستخدام الحالي
تدير OPW اليوم مزرعة فارملي والممتلكات والحدائق مفتوحة إلى حد كبير للجمهور والمنزل مغلق باستثناء الجولات المنظمة. تقام الأحداث الموسمية مثل أسواق الحرف اليدوية وأسواق المواد الغذائية في المنطقة. يستخدم مكان الإقامة أيضًا كمكان لإقامة حفلات RTÉ، وهي سلسلة من الحفلات الموسيقية العامة التي تقام كل صيف في خيمة كبيرة أقيمت على الأرض.

## معرض الصور

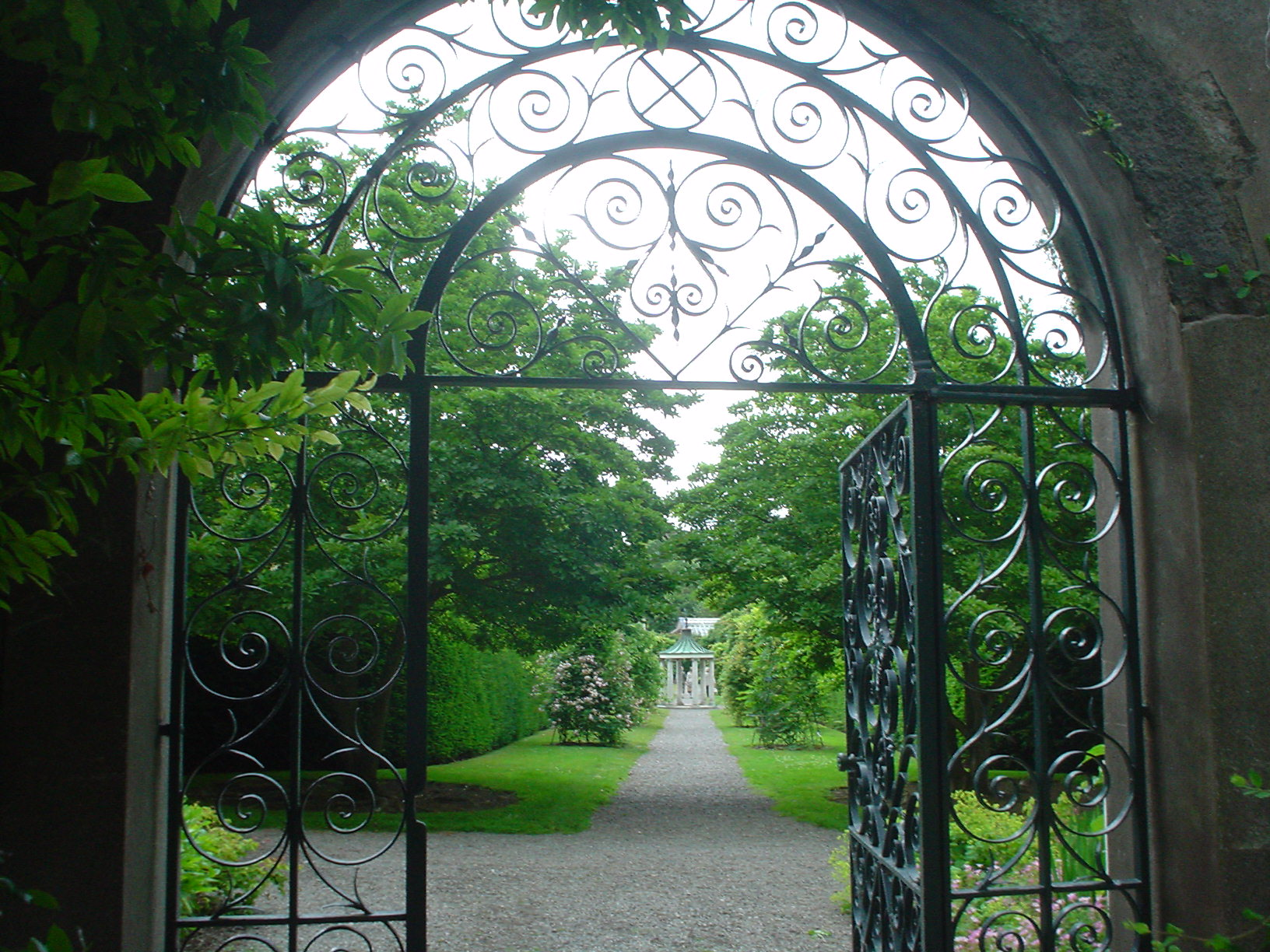
بوابة الحديقة في فارملي
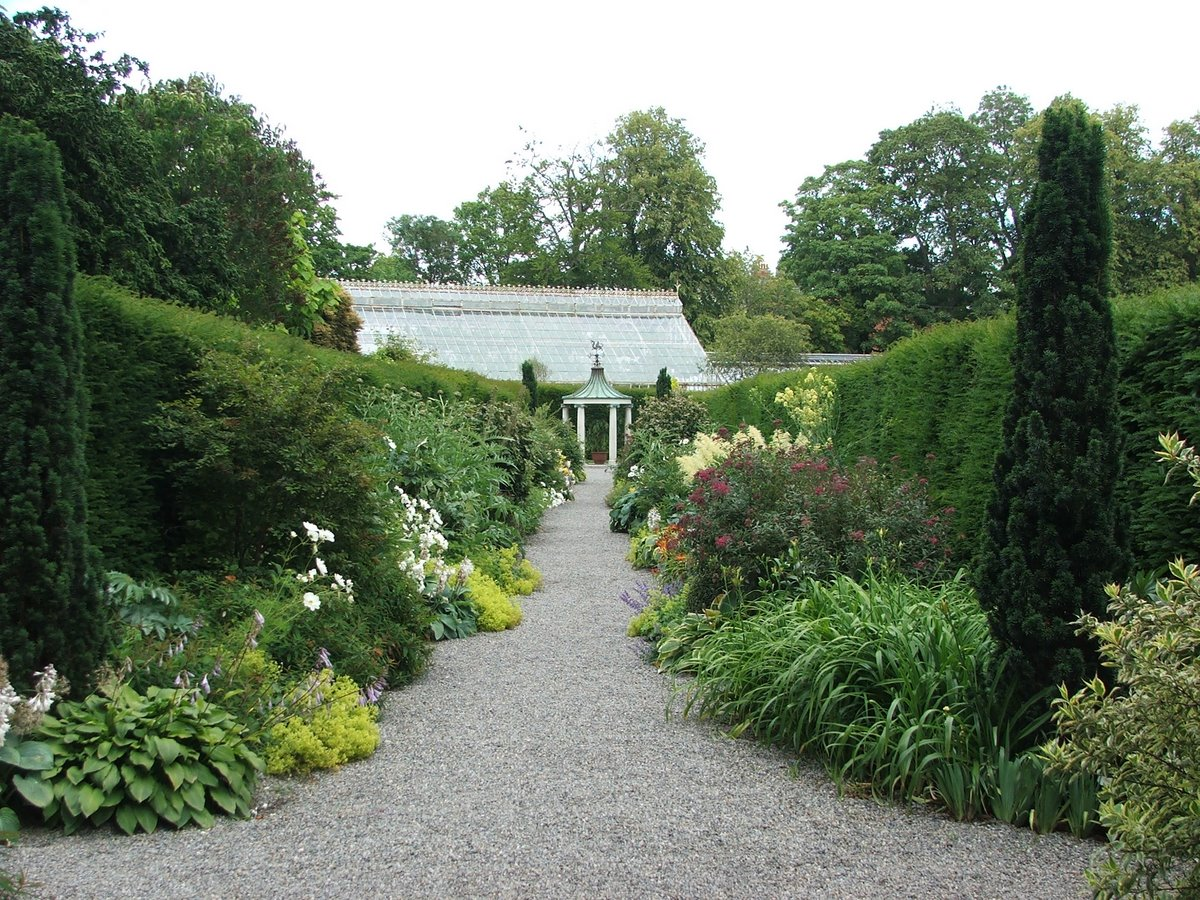
جزء من حدائق التركة
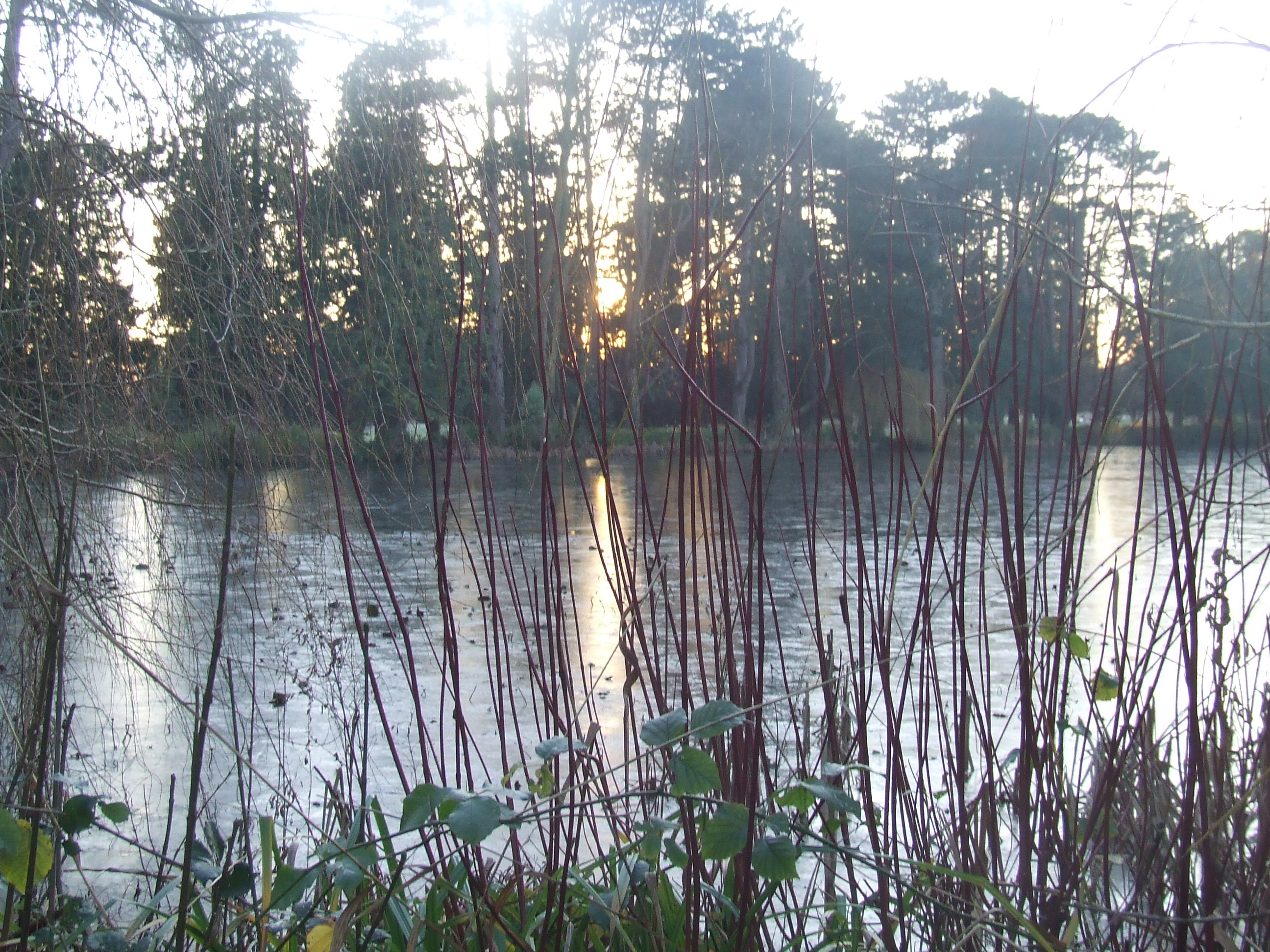
غروب الشمس على بحيرة القارب في ديسمبر 2014

## وصلات خارجية
- الموقع الرسمي